# Mateusz Feng De
Mateusz Feng De OFS (chiń. 馮德穆迪) (ur. 1855 r. w Xiao Bashi, prowincja Shanxi w Chinach –  zm. 9 lipca 1900 r. w Taiyuan) – tercjarz franciszkański, męczennik, święty Kościoła katolickiego.

## Życiorys
Feng De urodził się w Xiao Bashi w kraju Shuo, prowincja Shanxi. Został nawrócony i ochrzczony przez Józefa Zhang. Opuścił rodzinną wioskę w 1893 r. i udał się do Taiyuan. Gdy pogorszył się wzrok Mateusza Feng De, jego syn musiał rozpocząć pracę, żeby utrzymać rodzinę. Biskup Ai zlitował się nad Mateuszem Feng De i zrobił go nocnym stróżem w katedrze. Chociaż stał się prawie ślepy, pomimo to był bardzo odpowiedzialnym strażnikiem.
Podczas powstania bokserów doszło w Chinach do prześladowań chrześcijan. Zarządca prowincji Shanxi Yuxian nienawidził chrześcijan. Z jego polecenia biskup Grzegorz Grassi został aresztowany razem z 2 innymi biskupami (Franciszek Fogolla, Eliasz Facchini), 3 księżmi, 7 zakonnicami, 7 seminarzystami, 10 świeckimi pomocnikami misji i kilkoma wdowami. Aresztowano również protestanckich duchownych razem z ich rodzinami. Wśród aresztowanych znalazł się Mateusz Feng De. Został stracony razem z biskupem i innymi katolikami z rozkazu gubernatora Shanxi 9 lipca 1900 r. W tym dniu zabito łącznie 26 męczenników. W styczniu 1901 r. nowy zarządca prowincji urządził ich uroczysty pogrzeb.

## Dzień wspomnienia
9 lipca w grupie 120 męczenników chińskich.

## Proces beatyfikacyjny i kanonizacyjny
Beatyfikowany 24 listopada 1946 r. przez Piusa XII w grupie Grzegorz Grassi i 28 Towarzyszy. Kanonizowani w grupie 120 męczenników chińskich 1 października 2000 r. przez Jana Pawła II.